# Copa del Rey de fútbol 1994-95
La Copa del Rey de Fútbol 1994-95 es la edición número 91 de dicha competición española. Se disputó con la participación de equipos de las divisiones Primera, Segunda, Segunda B y Tercera, excepto los equipos filiales de otros clubes aunque jueguen en dichas categorías.
El campeón fue el RC Deportivo de La Coruña  al ganar al Valencia CF por 2 goles a 1. La final se disputó en el estadio Santiago Bernabéu el sábado 24 de junio de 1995. Con el resultado parcial de 1-1 (goles de Manjarín por parte del Deportivo y de Mijatovic por el del Valencia) y habiéndose disputado 79 minutos del encuentro, este hubo de suspenderse a consecuencia de la fuerte lluvia caída. El terreno de juego quedó completamente anegado. La continuación del partido se jugó el martes 27 de junio de 1995. El Deportivo, merced a un gol de cabeza de Alfredo, se alzó finalmente con el título.

## Primera ronda

### Cuadro
| Equipo 1                    | Agr. | Equipo 2                         | Ida | Vuelta |
| --------------------------- | ---- | -------------------------------- | --- | ------ |
| S. D. Ponferradina          | 1-7  | C. D. Lugo                       | 1-1 | 0-6    |
| Caudal Deportivo            | 3-2  | Real Avilés Industrial           | 1-2 | 2-0    |
| C. P. Ejido                 | 1-1  | C. D. Mármol Macael              | 1-1 | 0-0    |
| Málaga C. F.                | 1-3  | Real Jaén C. F.                  | 1-3 | 0-0    |
| S. D. Noja                  | 3-2  | R. S. Gimnástica de Torrelavega  | 1-1 | 2-1    |
| Utebo F. C.                 | 4-3  | C. D. Hospitalet                 | 3-0 | 1-3    |
| C. D. Endesa Andorra        | 1-4  | F. C. Andorra                    | 1-2 | 0-2    |
| Terrassa F. C.              | 0-4  | U. D. A. Gramanet Milán          | 0-1 | 0-3    |
| U. E. Rubí                  | 2-6  | A. D. C. Manlleu                 | 1-1 | 1-5    |
| U. E. Sant Andreu           | 2-4  | C. Gimnàstic de Tarragona        | 1-1 | 1-3    |
| U. E. Figueres              | 3-3  | Girona F. C.                     | 0-2 | 3-1    |
| C. E. Sabadell F. C.        | 3-1  | C. E. Premià                     | 2-0 | 1-1    |
| C. D. Numancia              | 5-2  | Deportivo Alavés                 | 3-0 | 2-2    |
| R. C. Recreativo de Huelva  | 3-2  | C. P. Cacereño                   | 2-1 | 1-1    |
| Bergantiños F. C.           | 0-7  | Racing C. de Ferrol              | 0-6 | 0-1    |
| S. C. R. Peña Deportiva     | 1-4  | C. D. Castellón                  | 0-1 | 1-3    |
| Tomelloso C. F.             | 2-4  | Real Murcia C. F.                | 2-2 | 0-2    |
| S. D. Hullera Vasco-Leonesa | 1-3  | U. P. Langreo                    | 0-0 | 1-3    |
| Benidorm C. D.              | 3-2  | Elche C. F.                      | 2-1 | 1-1    |
| S. D. Beasáin               | 5-2  | C. D. Tudelano                   | 3-0 | 2-2    |
| Baracaldo C. F.             | 1-2  | C. F. Palencia                   | 1-0 | 0-2    |
| Talavera C. F.              | 3-4  | C. F. Fuenlabrada                | 1-2 | 2-2    |
| Pinoso C. F.                | 1-2  | C. D. Alcoyano                   | 1-2 | 0-0    |
| Sestao S. C.                | 5-2  | Club Bermeo                      | 2-1 | 3-1    |
| C. D. Cieza                 | 1-7  | Cartagena F. C.                  | 1-0 | 0-7    |
| C. D. Manchego              | 5-2  | Aranjuez C. F.                   | 2-1 | 3-1    |
| Levante U. D.               | 2-3  | Ontinyent C. F.                  | 2-1 | 0-2    |
| Real Ávila C. F.            | 1-3  | U. D. San Sebastián de los Reyes | 1-1 | 0-2    |
| Águilas C. F.               | 2-4  | Yeclano C. F.                    | 1-0 | 1-4    |
| C. D. Maspalomas            | 2-5  | C. D. Corralejo                  | 1-2 | 1-3    |
| Granada C. F.               | 3-2  | U. D. Melilla                    | 3-2 | 0-0    |
| C. D. San Fernando          | 5-3  | Xerez C. D.                      | 3-2 | 2-1    |
| C. D. San Roque             | 0-4  | Cádiz C. F.                      | 0-2 | 0-2    |
| Almería C. F.               | 3-3  | C. P. Almería                    | 1-1 | 2-2    |
| C. D. Colonia Moscardó      | 5-4  | C. D. Móstoles                   | 4-1 | 1-3    |
| Écija Balompié              | 1-2  | Córdoba C. F.                    | 1-0 | 0-2    |
| U. D. Realejos              | 2-10 | U. D. Las Palmas                 | 2-3 | 0-7    |
| U. D. Orotava               | 3-5  | C. D. Mensajero                  | 3-3 | 0-2    |

### Partidos
| Ida; 28 de septiembre de 1994 | S. D. Ponferradina | 1-1 | C. D. Lugo |  |  |

| Vuelta; 5 de octubre de 1994 | C. D. Lugo | 6-0 (Global 7-1) | S. D. Ponferradina |  |  |

| Ida; 28 de septiembre de 1994 | Caudal Deportivo | 1-2 | Real Avilés Industrial |  |  |

| Vuelta; 5 de octubre de 1994 | Real Avilés Industrial | 0-2 (Global 2-3) | Caudal Deportivo |  |  |

| Ida; 28 de septiembre de 1994 | C. P. Ejido | 1-1 | C. D. Mármol Macael |  |  |

| Vuelta; 6 de octubre de 1994 | C. D. Mármol Macael | 0-0 (Global 1-1) | C. P. Ejido |  |  |

| Ida; 28 de septiembre de 1994 | Málaga C. F. | 1-3 | Real Jaén C. F. |  |  |

| Vuelta; 5 de octubre de 1994 | Real Jaén C. F. | 0-0 (Global 3-1) | Málaga C. F. |  |  |

| Ida; 28 de septiembre de 1994 | S. D. Noja | 1-1 | R. S. Gimnástica de Torrelavega |  |  |

| Vuelta; 5 de octubre de 1994 | R. S. Gimnástica de Torrelavega | 1-2 (Global 2-3) | S. D. Noja |  |  |

| Ida; 5 de octubre de 1994 | Utebo F. C. | 3-0 | C. D. Hospitalet |  |  |

| Vuelta; 13 de octubre de 1994 | C. D. Hospitalet | 3-1 (Global 3-4) | Utebo F. C. |  |  |

| Ida; 5 de octubre de 1994 | C. D. Endesa Andorra | 1-2 | F. C. Andorra |  |  |

| Vuelta; 13 de octubre de 1994 | F. C. Andorra | 2-0 (Global 4-1) | C. D. Endesa Andorra |  |  |

| Ida; 5 de octubre de 1994 | Terrassa F. C. | 0-1 | U. D. A. Gramanet Milán |  |  |

| Vuelta; 20 de octubre de 1994 | U. D. A. Gramanet Milán | 3-0 (Global 4-0) | Terrassa F. C. |  |  |

| Ida; 5 de octubre de 1994 | U. E. Rubí | 1-1 | A. D. C. Manlleu |  |  |

| Vuelta; 12 de octubre de 1994 | A. D. C. Manlleu | 5-1 (Global 6-2) | U. E. Rubí |  |  |

| Ida; 5 de octubre de 1994 | U. E. Sant Andreu | 1-1 | C. Gimnàstic de Tarragona |  |  |

| Vuelta; 12 de octubre de 1994 | C. Gimnàstic de Tarragona | 3-1 (Global 4-2) | U. E. Sant Andreu |  |  |

| Ida; 5 de octubre de 1994 | U. E. Figueres | 0-2 | Girona F. C. |  |  |

| Vuelta; 12 de octubre de 1994 | Girona F. C. | 1-3 (Global 3-3) | U. E. Figueres |  |  |

| Ida; 5 de octubre de 1994 | C. E. Sabadell F. C. | 2-0 | C. E. Premià |  |  |

| Vuelta; 13 de octubre de 1994 | C. E. Premià | 1-1 (Global 1-3) | C. E. Sabadell F. C. |  |  |

| Ida; 5 de octubre de 1994 | C. D. Numancia | 3-0 | Deportivo Alavés |  |  |

| Vuelta; 12 de octubre de 1994 | Deportivo Alavés | 2-2 (Global 2-5) | C. D. Numancia |  |  |

| Ida; 5 de octubre de 1994 | R. C. Recreativo de Huelva | 2-1 | C. P. Cacereño |  |  |

| Vuelta; 12 de octubre de 1994 | C. P. Cacereño | 1-1 (Global 2-3) | R. C. Recreativo de Huelva |  |  |

| Ida; 5 de octubre de 1994 | Bergantiños F. C. | 0-6 | Racing C. de Ferrol |  |  |

| Vuelta; 12 de octubre de 1994 | Racing C. de Ferrol | 1-0 (Global 7-0) | Bergantiños F. C. |  |  |

| Ida; 5 de octubre de 1994 | S. C. R. Peña Deportiva | 0-1 | C. D. Castellón |  |  |

| Vuelta; 12 de octubre de 1994 | C. D. Castellón | 3-1 (Global 4-1) | S. C. R. Peña Deportiva |  |  |

| Ida; 5 de octubre de 1994 | Tomelloso C. F. | 2-2 | Real Murcia C. F. |  |  |

| Vuelta; 12 de octubre de 1994 | Real Murcia C. F. | 2-0 (Global 4-2) | Tomelloso C. F. |  |  |

| Ida; 5 de octubre de 1994 | S. D. Hullera Vasco-Leonesa | 0-0 | U. P. Langreo |  |  |

| Vuelta; 12 de octubre de 1994 | U. P. Langreo | 3-1 (Global 3-1) | S. D. Hullera Vasco-Leonesa |  |  |

| Ida; 5 de octubre de 1994 | Benidorm C. D. | 2-1 | Elche C. F. |  |  |

| Vuelta; 12 de octubre de 1994 | Elche C. F. | 1-1 (Global 2-3) | Benidorm C. D. |  |  |

| Ida; 5 de octubre de 1994 | S. D. Beasáin | 3-0 | C. D. Tudelano |  |  |

| Vuelta; 12 de octubre de 1994 | C. D. Tudelano | 2-2 (Global 2-5) | S. D. Beasáin |  |  |

| Ida; 5 de octubre de 1994 | Baracaldo C. F. | 1-0 | C. F. Palencia |  |  |

| Vuelta; 12 de octubre de 1994 | C. F. Palencia | 2-0 (Global 2-1) | Baracaldo C. F. |  |  |

| Ida; 5 de octubre de 1994 | Talavera C. F. | 1-2 | C. F. Fuenlabrada |  |  |

| Vuelta; 12 de octubre de 1994 | C. F. Fuenlabrada | 2-2 (Global 4-3) | Talavera C. F. |  |  |

| Ida; 5 de octubre de 1994 | Pinoso C. F. | 1-2 | C. D. Alcoyano |  |  |

| Vuelta; 13 de octubre de 1994 | C. D. Alcoyano | 0-0 (Global 2-1) | Pinoso C. F. |  |  |

| Ida; 5 de octubre de 1994 | Sestao S. C. | 2-1 | Club Bermeo |  |  |

| Vuelta; 20 de octubre de 1994 | Club Bermeo | 1-3 (Global 2-5) | Sestao S. C. |  |  |

| Ida; 5 de octubre de 1994 | C. D. Cieza | 1-0 | Cartagena F. C. |  |  |

| Vuelta; 12 de octubre de 1994 | Cartagena F. C. | 7-0 (Global 7-1) | C. D. Cieza |  |  |

| Ida; 5 de octubre de 1994 | C. D. Manchego | 2-1 | Aranjuez C. F. |  |  |

| Vuelta; 12 de octubre de 1994 | Aranjuez C. F. | 1-3 (Global 2-5) | C. D. Manchego |  |  |

| Ida; 5 de octubre de 1994 | Levante U. D. | 2-1 | Ontinyent C. F. |  |  |

| Vuelta; 12 de octubre de 1994 | Ontinyent C. F. | 2-0 (Global 3-2) | Levante U. D. |  |  |

| Ida; 5 de octubre de 1994 | Real Ávila C. F. | 1-1 | U. D. San Sebastián de los Reyes |  |  |

| Vuelta; 12 de octubre de 1994 | U. D. San Sebastián de los Reyes | 2-0 (Global 3-1) | Real Ávila C. F. |  |  |

| Ida; 5 de octubre de 1994 | Águilas C. F. | 1-0 | Yeclano C. F. |  |  |

| Vuelta; 12 de octubre de 1994 | Yeclano C. F. | 4-1 (Global 4-2) | Águilas C. F. |  |  |

| Ida; 5 de octubre de 1994 | C. D. Maspalomas | 1-2 | C. D. Corralejo |  |  |

| Vuelta; 12 de octubre de 1994 | C. D. Corralejo | 3-1 (Global 5-2) | C. D. Maspalomas |  |  |

| Ida; 5 de octubre de 1994 | Granada C. F. | 3-2 | U. D. Melilla |  |  |

| Vuelta; 12 de octubre de 1994 | U. D. Melilla | 0-0 (Global 2-3) | Granada C. F. |  |  |

| Ida; 5 de octubre de 1994 | C. D. San Fernando | 3-2 | Xerez C. D. |  |  |

| Vuelta; 12 de octubre de 1994 | Xerez C. D. | 1-2 (Global 3-5) | C. D. San Fernando |  |  |

| Ida; 5 de octubre de 1994 | C. D. San Roque | 0-2 | Cádiz C. F. |  |  |

| Vuelta; 12 de octubre de 1994 | Cádiz C. F. | 2-0 (Global 4-0) | C. D. San Roque |  |  |

| Ida; 5 de octubre de 1994 | Almería C. F. | 1-1 | C. P. Almería |  |  |

| Vuelta; 13 de octubre de 1994 | C. P. Almería | 2-2 (Global 3-3) | Almería C. F. |  |  |

| Ida; 5 de octubre de 1994 | C. D. Colonia Moscardó | 4-1 | C. D. Móstoles |  |  |

| Vuelta; 12 de octubre de 1994 | C. D. Móstoles | 3-1 (Global 4-5) | C. D. Colonia Moscardó |  |  |

| Ida; 5 de octubre de 1994 | Écija Balompié | 1-0 | Córdoba C. F. |  |  |

| Vuelta; 12 de octubre de 1994 | Córdoba C. F. | 2-0 (Global 2-1) | Écija Balompié |  |  |

| Ida; 5 de octubre de 1994 | U. D. Realejos | 2-3 | U. D. Las Palmas |  |  |

| Vuelta; 12 de octubre de 1994 | U. D. Las Palmas | 7-0 (Global 10-2) | U. D. Realejos |  |  |

| Ida; 6 de octubre de 1994 | U. D. Orotava | 3-3 | C. D. Mensajero |  |  |

| Vuelta; 20 de octubre de 1994 | C. D. Mensajero | 2-0 (Global 5-3) | U. D. Orotava |  |  |

## Segunda ronda

### Cuadro
| Equipo 1                         | Agr. | Equipo 2                  | Ida | Vuelta |
| -------------------------------- | ---- | ------------------------- | --- | ------ |
| Cultural D. Leonesa              | 3-1  | C. D. Colonia Moscardó    | 2-1 | 1-0    |
| Córdoba C. F.                    | 2-4  | C. Atlético Osasuna       | 2-1 | 0-3    |
| U. D. Las Palmas                 | 5-2  | C. D. Orense              | 3-0 | 2-2    |
| R. C. Recreativo de Huelva       | 2-3  | Getafe C. F.              | 1-1 | 1-2    |
| Granada C. F.                    | 0-4  | U. D. Salamanca           | 0-2 | 0-2    |
| C. D. Mármol Macael              | 1-4  | R. C. D. Mallorca         | 0-2 | 1-2    |
| U. E. Figueres                   | 0-3  | Ontinyent C. F.           | 0-1 | 0-2    |
| C. D. Manchego                   | 4-8  | C. D. Leganés             | 2-4 | 2-4    |
| C. D. Alcoyano                   | 2-3  | Palamós C. F.             | 1-0 | 1-3    |
| Real Murcia C. F.                | 2-0  | U. P. Langreo             | 0-0 | 2-0    |
| C. F. Fuenlabrada                | 0-4  | C. Gimnàstic de Tarragona | 0-1 | 0-3    |
| Cádiz C. F.                      | 2-3  | F. C. Andorra             | 0-1 | 2-2    |
| C. D. Corralejo                  | 5-5  | C. Atlético Marbella      | 2-0 | 3-5    |
| Racing C. de Ferrol              | 3-4  | C. D. Toledo              | 2-3 | 1-1    |
| Benidorm C. D.                   | 1-2  | C. D. Badajoz             | 1-0 | 0-2    |
| Caudal Deportivo                 | 1-3  | Villarreal C. F.          | 1-0 | 0-3    |
| Almería C. F.                    | 2-3  | C. D. Lugo                | 2-0 | 0-3    |
| A. D. C. Manlleu                 | 2-3  | U. E. Lleida              | 1-0 | 1-3    |
| Utebo F. C.                      | 4-12 | C. F. Extremadura         | 3-6 | 1-6    |
| Cartagena F. C.                  | 3-3  | Hércules C. F.            | 2-0 | 1-3    |
| C. D. Numancia                   | 2-4  | A. D. Rayo Vallecano      | 0-2 | 2-2    |
| S. D. Noja                       | 1-3  | C. D. Mensajero           | 1-1 | 0-2    |
| C. F. Palencia                   | 2-4  | S. D. Eibar               | 0-2 | 2-2    |
| C. D. San Fernando               | 1-2  | C. P. Mérida              | 1-0 | 0-2    |
| Real Jaén C. F.                  | 1-1  | Yeclano C. F.             | 0-0 | 1-1    |
| S. D. Beasáin                    | 2-2  | C. D. Castellón           | 0-0 | 2-2    |
| U. D. San Sebastián de los Reyes | 4-2  | C. E. Sabadell F. C.      | 1-0 | 3-2    |
| Sestao S. C.                     | 3-0  | U. D. A. Gramanet Milán   | 1-0 | 2-0    |

### Partidos
| Ida; 26 de octubre de 1994 | Cultural D. Leonesa | 2-1 | C. D. Colonia Moscardó |  |  |

| Vuelta; 9 de noviembre de 1994 | C. D. Colonia Moscardó | 0-1 (Global 1-3) | Cultural D. Leonesa |  |  |

| Ida; 26 de octubre de 1994 | Córdoba C. F. | 2-1 | C. Atlético Osasuna |  |  |

| Vuelta; 9 de noviembre de 1994 | C. Atlético Osasuna | 3-0 (Global 4-2) | Córdoba C. F. |  |  |

| Ida; 26 de octubre de 1994 | U. D. Las Palmas | 3-0 | C. D. Orense |  |  |

| Vuelta; 9 de noviembre de 1994 | C. D. Orense | 2-2 (Global 2-5) | U. D. Las Palmas |  |  |

| Ida; 26 de octubre de 1994 | R. C. Recreativo de Huelva | 1-1 | Getafe C. F. |  |  |

| Vuelta; 9 de noviembre de 1994 | Getafe C. F. | 2-1 (Global 3-2) | R. C. Recreativo de Huelva |  |  |

| Ida; 26 de octubre de 1994 | Granada C. F. | 0-2 | U. D. Salamanca |  |  |

| Vuelta; 9 de noviembre de 1994 | U. D. Salamanca | 2-0 (Global 4-0) | Granada C. F. |  |  |

| Ida; 26 de octubre de 1994 | C. D. Mármol Macael | 0-2 | R. C. D. Mallorca |  |  |

| Vuelta; 9 de noviembre de 1994 | R. C. D. Mallorca | 2-1 (Global 4-1) | C. D. Mármol Macael |  |  |

| Ida; 26 de octubre de 1994 | U. E. Figueres | 0-1 | Ontinyent C. F. |  |  |

| Vuelta; 9 de noviembre de 1994 | Ontinyent C. F. | 2-0 (Global 3-0) | U. E. Figueres |  |  |

| Ida; 26 de octubre de 1994 | C. D. Manchego | 2-4 | C. D. Leganés |  |  |

| Vuelta; 9 de noviembre de 1994 | C. D. Leganés | 4-2 (Global 8-4) | C. D. Manchego |  |  |

| Ida; 26 de octubre de 1994 | C. D. Alcoyano | 1-0 | Palamós C. F. |  |  |

| Vuelta; 9 de noviembre de 1994 | Palamós C. F. | 3-1 (Global 3-2) | C. D. Alcoyano |  |  |

| Ida; 26 de octubre de 1994 | Real Murcia C. F. | 0-0 | U. P. Langreo |  |  |

| Vuelta; 8 de noviembre de 1994 | U. P. Langreo | 0-2 (Global 0-2) | Real Murcia C. F. |  |  |

| Ida; 26 de octubre de 1994 | C. F. Fuenlabrada | 0-1 | C. Gimnàstic de Tarragona |  |  |

| Vuelta; 9 de noviembre de 1994 | C. Gimnàstic de Tarragona | 3-0 (Global 4-0) | C. F. Fuenlabrada |  |  |

| Ida; 26 de octubre de 1994 | Cádiz C. F. | 0-1 | F. C. Andorra |  |  |

| Vuelta; 9 de noviembre de 1994 | F. C. Andorra | 2-2 (Global 3-2) | Cádiz C. F. |  |  |

| Ida; 26 de octubre de 1994 | C. D. Corralejo | 2-0 | C. Atlético Marbella |  |  |

| Vuelta; 9 de noviembre de 1994 | C. Atlético Marbella | 5-3 (Global 5-5) | C. D. Corralejo |  |  |

| Ida; 25 de octubre de 1994 | Racing C. de Ferrol | 2-3 | C. D. Toledo |  |  |

| Vuelta; 8 de noviembre de 1994 | C. D. Toledo | 1-1 (Global 4-3) | Racing C. de Ferrol |  |  |

| Ida; 25 de octubre de 1994 | Benidorm C. D. | 1-0 | C. D. Badajoz |  |  |

| Vuelta; 9 de noviembre de 1994 | C. D. Badajoz | 2-0 (Global 2-1) | Benidorm C. D. |  |  |

| Ida; 25 de octubre de 1994 | Caudal Deportivo | 1-0 | Villarreal C. F. |  |  |

| Vuelta; 9 de noviembre de 1994 | Villarreal C. F. | 3-0 (Global 3-1) | Caudal Deportivo |  |  |

| Ida; 25 de octubre de 1994 | Almería C. F. | 2-0 | C. D. Lugo |  |  |

| Vuelta; 8 de noviembre de 1994 | C. D. Lugo | 3-0 (Global 3-2) | Almería C. F. |  |  |

| Ida; 26 de octubre de 1994 | A. D. C. Manlleu | 1-0 | U. E. Lleida |  |  |

| Vuelta; 9 de noviembre de 1994 | U. E. Lleida | 3-1 (Global 3-2) | A. D. C. Manlleu |  |  |

| Ida; 26 de octubre de 1994 | Utebo F. C. | 3-6 | C. F. Extremadura |  |  |

| Vuelta; 9 de noviembre de 1994 | C. F. Extremadura | 6-1 (Global 12-4) | Utebo F. C. |  |  |

| Ida; 26 de octubre de 1994 | Cartagena F. C. | 2-0 | Hércules C. F. |  |  |

| Vuelta; 9 de noviembre de 1994 | Hércules C. F. | 3-1 (Global 3-3) | Cartagena F. C. |  |  |

| Ida; 26 de octubre de 1994 | C. D. Numancia | 0-2 | A. D. Rayo Vallecano |  |  |

| Vuelta; 9 de noviembre de 1994 | A. D. Rayo Vallecano | 2-2 (Global 4-2) | C. D. Numancia |  |  |

| Ida; 26 de octubre de 1994 | S. D. Noja | 1-1 | C. D. Mensajero |  |  |

| Vuelta; 9 de noviembre de 1994 | C. D. Mensajero | 2-0 (Global 3-1) | S. D. Noja |  |  |

| Ida; 26 de octubre de 1994 | C. F. Palencia | 0-2 | S. D. Eibar |  |  |

| Vuelta; 9 de noviembre de 1994 | S. D. Eibar | 2-2 (Global 4-2) | C. F. Palencia |  |  |

| Ida; 26 de octubre de 1994 | C. D. San Fernando | 1-0 | C. P. Mérida |  |  |

| Vuelta; 9 de noviembre de 1994 | C. P. Mérida | 2-0 (Global 2-1) | C. D. San Fernando |  |  |

| Ida; 26 de octubre de 1994 | Real Jaén C. F. | 0-0 | Yeclano C. F. |  |  |

| Vuelta; 9 de noviembre de 1994 | Yeclano C. F. | 1-1 (Global 1-1) | Real Jaén C. F. |  |  |

| Ida; 26 de octubre de 1994 | S. D. Beasáin | 0-0 | C. D. Castellón |  |  |

| Vuelta; 9 de noviembre de 1994 | C. D. Castellón | 2-2 (Global 2-2) | S. D. Beasáin |  |  |

| Ida; 26 de octubre de 1994 | U. D. San Sebastián de los Reyes | 1-0 | C. E. Sabadell F. C. |  |  |

| Vuelta; 9 de noviembre de 1994 | C. E. Sabadell F. C. | 2-3 (Global 2-4) | U. D. San Sebastián de los Reyes |  |  |

| Ida; 26 de octubre de 1994 | Sestao S. C. | 1-0 | U. D. A. Gramanet Milán |  |  |

| Vuelta; 9 de noviembre de 1994 | U. D. A. Gramanet Milán | 0-2 (Global 0-3) | Sestao S. C. |  |  |

## Tercera ronda

### Cuadro
| Equipo 1                         | Agr.       | Equipo 2                  | Ida | Vuelta |
| -------------------------------- | ---------- | ------------------------- | --- | ------ |
| F. C. Andorra                    | 1-1        | A. D. Rayo Vallecano      | 1-1 | 0-0    |
| C. D. Badajoz                    | 3-0        | C. D. Logroñés            | 1-0 | 2-0    |
| S. D. Beasáin                    | 3-3        | Albacete Balompié         | 3-2 | 0-1    |
| Cartagena F. C.                  | 1-5        | U. E. Lleida              | 1-0 | 0-5    |
| C. D. Corralejo                  | 2-7        | Valencia C. F.            | 2-2 | 0-5    |
| Cultural D. Leonesa              | 3-6        | Sevilla F. C.             | 2-4 | 1-2    |
| S. D. Eibar                      | 2-4        | R. Sporting de Gijón      | 0-1 | 2-3    |
| C. F. Extremadura                | 1-5        | Real Valladolid Deportivo | 0-3 | 1-2    |
| C. Gimnàstic de Tarragona        | 1-6        | Real Betis Balompié       | 1-3 | 0-3    |
| Real Jaén C. F.                  | 1-4        | Villarreal C. F.          | 0-3 | 1-1    |
| U. D. Las Palmas                 | (pen.) 0-0 | C. D. Tenerife            | 0-0 | 0-0    |
| C. D. Lugo                       | 2-6        | R. C. Celta de Vigo       | 2-1 | 0-5    |
| C. D. Mensajero                  | 1-3        | C. Atlético de Madrid     | 0-0 | 1-3    |
| C. P. Mérida                     | 3-5        | Real Sociedad de F.       | 1-2 | 2-3    |
| Real Murcia C. F.                | 1-2        | C. D. Toledo              | 0-1 | 1-1    |
| Ontinyent C. F.                  | 5-9        | R. C. D. Mallorca         | 2-2 | 3-7    |
| Real Oviedo                      | 1-3        | S. D. Compostela          | 1-2 | 0-1    |
| Palamós C. F.                    | 6-4        | R. C. D. Español          | 1-1 | 5-3    |
| U. D. Salamanca                  | 5-1        | C. Atlético Osasuna       | 3-1 | 2-0    |
| U. D. San Sebastián de los Reyes | 1-3        | R. Racing C. de Santander | 0-1 | 1-2    |
| Sestao S. C.                     | 1-0        | Getafe C. F.              | 0-0 | 1-0    |

### Partidos
| Ida; 11 de enero de 1995 | F. C. Andorra | 1-1 | A. D. Rayo Vallecano |  |  |

| Vuelta; 19 de enero de 1995 | A. D. Rayo Vallecano | 0-0 (Global 1-1) | F. C. Andorra |  |  |

| Ida; 4 de enero de 1995 | C. D. Badajoz | 1-0 | C. D. Logroñés |  |  |

| Vuelta; 11 de enero de 1995 | C. D. Logroñés | 0-2 (Global 0-3) | C. D. Badajoz |  |  |

| Ida; 4 de enero de 1995 | S. D. Beasáin | 3-2 | Albacete Balompié |  |  |

| Vuelta; 11 de enero de 1995 | Albacete Balompié | 1-0 (Global 3-3) | S. D. Beasáin |  |  |

| Ida; 4 de enero de 1995 | Cartagena F. C. | 1-0 | U. E. Lleida |  |  |

| Vuelta; 11 de enero de 1995 | U. E. Lleida | 5-0 (Global 5-1) | Cartagena F. C. |  |  |

| Ida; 4 de enero de 1995 | C. D. Corralejo | 2-2 | Valencia C. F. |  |  |

| Vuelta; 11 de enero de 1995 | Valencia C. F. | 5-0 (Global 7-2) | C. D. Corralejo |  |  |

| Ida; 4 de enero de 1995 | Cultural D. Leonesa | 2-4 | Sevilla F. C. |  |  |

| Vuelta; 11 de enero de 1995 | Sevilla F. C. | 2-1 (Global 6-3) | Cultural D. Leonesa |  |  |

| Ida; 4 de enero de 1995 | S. D. Eibar | 0-1 | R. Sporting de Gijón |  |  |

| Vuelta; 11 de enero de 1995 | R. Sporting de Gijón | 3-2 (Global 4-2) | S. D. Eibar |  |  |

| Ida; 3 de enero de 1995 | C. F. Extremadura | 0-3 | Real Valladolid Deportivo |  |  |

| Vuelta; 10 de enero de 1995 | Real Valladolid Deportivo | 2-1 (Global 5-1) | C. F. Extremadura |  |  |

| Ida; 4 de enero de 1995 | C. Gimnàstic de Tarragona | 1-3 | Real Betis Balompié |  |  |

| Vuelta; 11 de enero de 1995 | Real Betis Balompié | 3-0 (Global 6-1) | C. Gimnàstic de Tarragona |  |  |

| Ida; 4 de enero de 1995 | Real Jaén C. F. | 0-3 | Villarreal C. F. |  |  |

| Vuelta; 11 de enero de 1995 | Villarreal C. F. | 1-1 (Global 4-1) | Real Jaén C. F. |  |  |

| Ida; 4 de enero de 1995 | U. D. Las Palmas | 0-0 | C. D. Tenerife |  |  |

| Vuelta; 12 de enero de 1995 | C. D. Tenerife | 0-0 (t. s.)(3:4 p.)(Global 0-0) | U. D. Las Palmas |  |  |

| Ida; 4 de enero de 1995 | C. D. Lugo | 2-1 | R. C. Celta de Vigo |  |  |

| Vuelta; 11 de enero de 1995 | R. C. Celta de Vigo | 5-0 (Global 6-2) | C. D. Lugo |  |  |

| Ida; 4 de enero de 1995 | C. D. Mensajero | 0-0 | C. Atlético de Madrid |  |  |

| Vuelta; 10 de enero de 1995 | C. Atlético de Madrid | 3-1 (Global 3-1) | C. D. Mensajero |  |  |

| Ida; 4 de enero de 1995 | C. P. Mérida | 1-2 | Real Sociedad de F. |  |  |

| Vuelta; 11 de enero de 1995 | Real Sociedad de F. | 3-2 (Global 5-3) | C. P. Mérida |  |  |

| Ida; 4 de enero de 1995 | Real Murcia C. F. | 0-1 | C. D. Toledo |  |  |

| Vuelta; 11 de enero de 1995 | C. D. Toledo | 1-1 (Global 2-1) | Real Murcia C. F. |  |  |

| Ida; 4 de enero de 1995 | Ontinyent C. F. | 2-2 | R. C. D. Mallorca |  |  |

| Vuelta; 11 de enero de 1995 | R. C. D. Mallorca | 7-3 (Global 9-5) | Ontinyent C. F. |  |  |

| Ida; 5 de enero de 1995 | Real Oviedo | 1-2 | S. D. Compostela |  |  |

| Vuelta; 11 de enero de 1995 | S. D. Compostela | 1-0 (Global 3-1) | Real Oviedo |  |  |

| Ida; 4 de enero de 1995 | Palamós C. F. | 1-1 | R. C. D. Español |  |  |

| Vuelta; 11 de enero de 1995 | R. C. D. Español | 3-5 (Global 4-6) | Palamós C. F. |  |  |

| Ida; 4 de enero de 1995 | U. D. Salamanca | 3-1 | C. Atlético Osasuna |  |  |

| Vuelta; 11 de enero de 1995 | C. Atlético Osasuna | 0-2 (Global 1-5) | U. D. Salamanca |  |  |

| Ida; 4 de enero de 1995 | U. D. San Sebastián de los Reyes | 0-1 | R. Racing C. de Santander |  |  |

| Vuelta; 11 de enero de 1995 | R. Racing C. de Santander | 2-1 (Global 3-1) | U. D. San Sebastián de los Reyes |  |  |

| Ida; 4 de enero de 1995 | Sestao S. C. | 0-0 | Getafe C. F. |  |  |

| Vuelta; 11 de enero de 1995 | Getafe C. F. | 0-1 (Global 0-1) | Sestao S. C. |  |  |

## Cuarta ronda

### Cuadro
| Equipo 1             | Agr. | Equipo 2                  | Ida | Vuelta |
| -------------------- | ---- | ------------------------- | --- | ------ |
| U. D. Las Palmas     | 0-2  | C. Atlético de Madrid     | 0-0 | 0-2    |
| C. D. Leganés        | 1-3  | C. D. Badajoz             | 0-2 | 1-1    |
| U. E. Lleida         | 3-1  | S. D. Compostela          | 2-0 | 1-1    |
| R. C. D. Mallorca    | 2-1  | R. C. Celta de Vigo       | 2-1 | 0-0    |
| Palamós C. F.        | 2-1  | Villarreal C. F.          | 2-1 | 0-0    |
| A. D. Rayo Vallecano | 2-2  | R. Racing C. de Santander | 0-1 | 2-1    |
| Real Sociedad de F.  | 1-4  | Real Betis Balompié       | 0-1 | 1-3    |
| U. D. Salamanca      | 2-4  | Valencia C. F.            | 2-1 | 0-3    |
| Sestao S. C.         | 1-3  | Albacete Balompié         | 1-2 | 0-1    |
| Sevilla F. C.        | 3-4  | R. Sporting de Gijón      | 2-1 | 1-3    |
| C. D. Toledo         | 3-2  | Real Valladolid Deportivo | 3-0 | 0-2    |

### Partidos
| Ida; 25 de enero de 1995 | U. D. Las Palmas | 0-0 | C. Atlético de Madrid |  |  |

| Vuelta; 1 de febrero de 1995 | C. Atlético de Madrid | 2-0 (Global 2-0) | U. D. Las Palmas |  |  |

| Ida; 25 de enero de 1995 | C. D. Leganés | 0-2 | C. D. Badajoz |  |  |

| Vuelta; 1 de febrero de 1995 | C. D. Badajoz | 1-1 (Global 3-1) | C. D. Leganés |  |  |

| Ida; 25 de enero de 1995 | U. E. Lleida | 2-0 | S. D. Compostela |  |  |

| Vuelta; 1 de febrero de 1995 | S. D. Compostela | 1-1 (Global 1-3) | U. E. Lleida |  |  |

| Ida; 25 de enero de 1995 | R. C. D. Mallorca | 2-1 | R. C. Celta de Vigo |  |  |

| Vuelta; 1 de febrero de 1995 | R. C. Celta de Vigo | 0-0 (Global 1-2) | R. C. D. Mallorca |  |  |

| Ida; 25 de enero de 1995 | Palamós C. F. | 2-1 | Villarreal C. F. |  |  |

| Vuelta; 1 de febrero de 1995 | Villarreal C. F. | 0-0 (Global 1-2) | Palamós C. F. |  |  |

| Ida; 25 de enero de 1995 | A. D. Rayo Vallecano | 0-1 | R. Racing C. de Santander |  |  |

| Vuelta; 1 de febrero de 1995 | R. Racing C. de Santander | 1-2 (Global 2-2) | A. D. Rayo Vallecano |  |  |

| Ida; 26 de enero de 1995 | Real Sociedad de F. | 0-1 | Real Betis Balompié |  |  |

| Vuelta; 2 de febrero de 1995 | Real Betis Balompié | 3-1 (Global 4-1) | Real Sociedad de F. |  |  |

| Ida; 25 de enero de 1995 | U. D. Salamanca | 2-1 | Valencia C. F. |  |  |

| Vuelta; 1 de febrero de 1995 | Valencia C. F. | 3-0 (Global 4-2) | U. D. Salamanca |  |  |

| Ida; 25 de enero de 1995 | Sestao S. C. | 1-2 | Albacete Balompié |  |  |

| Vuelta; 1 de febrero de 1995 | Albacete Balompié | 1-0 (Global 3-1) | Sestao S. C. |  |  |

| Ida; 25 de enero de 1995 | Sevilla F. C. | 2-1 | R. Sporting de Gijón |  |  |

| Vuelta; 1 de febrero de 1995 | R. Sporting de Gijón | 3-1 (Global 4-3) | Sevilla F. C. |  |  |

| Ida; 25 de enero de 1995 | C. D. Toledo | 3-0 | Real Valladolid Deportivo |  |  |

| Vuelta; 1 de febrero de 1995 | Real Valladolid Deportivo | 2-0 (Global 2-3) | C. D. Toledo |  |  |

## Octavos de final

### Cuadro
| Equipo 1             | Agr. | Equipo 2                     | Ida | Vuelta |
| -------------------- | ---- | ---------------------------- | --- | ------ |
| Albacete Balompié    | 3-2  | Real Zaragoza C. D.          | 2-1 | 1-1    |
| Athletic Club        | 4-1  | Real Betis Balompié          | 4-0 | 0-1    |
| F. C. Barcelona      | 4-5  | C. Atlético de Madrid        | 1-4 | 3-1    |
| U. E. Lleida         | 1-7  | R. C. Deportivo de La Coruña | 0-3 | 1-4    |
| Palamós C. F.        | 1-2  | A. D. Rayo Vallecano         | 0-1 | 1-1    |
| Real Madrid C. F.    | 2-4  | Valencia C. F.               | 1-2 | 1-2    |
| R. Sporting de Gijón | 4-1  | C. D. Badajoz                | 1-1 | 3-0    |
| C. D. Toledo         | 1-3  | R. C. D. Mallorca            | 1-1 | 0-2    |

### Partidos
| Ida; 8 de febrero de 1995 | Albacete Balompié | 2-1 | Real Zaragoza C. D. |  |  |

| Vuelta; 15 de febrero de 1995 | Real Zaragoza C. D. | 1-1 (Global 2-3) | Albacete Balompié |  |  |

| Ida; 8 de febrero de 1995 | Athletic Club | 4-0 | Real Betis Balompié |  |  |

| Vuelta; 15 de febrero de 1995 | Real Betis Balompié | 1-0 (Global 1-4) | Athletic Club |  |  |

| Ida; 7 de febrero de 1995 | F. C. Barcelona | 1-4 | C. Atlético de Madrid |  |  |

| Vuelta; 14 de febrero de 1995 | C. Atlético de Madrid | 1-3 (Global 5-4) | F. C. Barcelona |  |  |

| Ida; 8 de febrero de 1995 | U. E. Lleida | 0-3 | R. C. Deportivo de La Coruña |  |  |

| Vuelta; 15 de febrero de 1995 | R. C. Deportivo de La Coruña | 4-1 (Global 7-1) | U. E. Lleida |  |  |

| Ida; 8 de febrero de 1995 | Palamós C. F. | 0-1 | A. D. Rayo Vallecano |  |  |

| Vuelta; 15 de febrero de 1995 | A. D. Rayo Vallecano | 1-1 (Global 2-1) | Palamós C. F. |  |  |

| Ida; 9 de febrero de 1995 | Real Madrid C. F. | 1-2 | Valencia C. F. |  |  |

| Vuelta; 16 de febrero de 1995 | Valencia C. F. | 2-1 (Global 4-2) | Real Madrid C. F. |  |  |

| Ida; 8 de febrero de 1995 | R. Sporting de Gijón | 1-1 | C. D. Badajoz |  |  |

| Vuelta; 15 de febrero de 1995 | C. D. Badajoz | 0-3 (Global 1-4) | R. Sporting de Gijón |  |  |

| Ida; 8 de febrero de 1995 | C. D. Toledo | 1-1 | R. C. D. Mallorca |  |  |

| Vuelta; 15 de febrero de 1995 | R. C. D. Mallorca | 2-0 (Global 3-1) | C. D. Toledo |  |  |

## Cuartos de final

### Cuadro
| Equipo 1                     | Agr. | Equipo 2             | Ida | Vuelta |
| ---------------------------- | ---- | -------------------- | --- | ------ |
| C. Atlético de Madrid        | 1-2  | Albacete Balompié    | 1-1 | 0-1    |
| R. C. Deportivo de La Coruña | 3-0  | Athletic Club        | 3-0 | 0-0    |
| R. C. D. Mallorca            | 1-4  | Valencia C. F.       | 1-0 | 0-4    |
| R. Sporting de Gijón         | 2-1  | A. D. Rayo Vallecano | 1-1 | 1-0    |

### Partidos
| Ida; 7 de marzo de 1995 | C. Atlético de Madrid | 1-1 | Albacete Balompié |  |  |

| Vuelta; 23 de marzo de 1995 | Albacete Balompié | 1-0 (Global 2-1) | C. Atlético de Madrid |  |  |

| Ida; 9 de marzo de 1995 | R. C. Deportivo de La Coruña | 3-0 | Athletic Club |  |  |

| Vuelta; 21 de marzo de 1995 | Athletic Club | 0-0 (Global 0-3) | R. C. Deportivo de La Coruña |  |  |

| Ida; 8 de marzo de 1995 | R. C. D. Mallorca | 1-0 | Valencia C. F. |  |  |

| Vuelta; 22 de marzo de 1995 | Valencia C. F. | 4-0 (Global 4-1) | R. C. D. Mallorca |  |  |

| Ida; 8 de marzo de 1995 | R. Sporting de Gijón | 1-1 | A. D. Rayo Vallecano |  |  |

| Vuelta; 22 de marzo de 1995 | A. D. Rayo Vallecano | 0-1 (Global 1-2) | R. Sporting de Gijón |  |  |

## Semifinales

### Cuadro
| Equipo 1             | Agr. | Equipo 2                     | Ida | Vuelta |
| -------------------- | ---- | ---------------------------- | --- | ------ |
| R. Sporting de Gijón | 1-2  | R. C. Deportivo de La Coruña | 0-2 | 1-0    |
| Valencia C. F.       | 3-2  | Albacete Balompié            | 1-1 | 2-1    |

### Partidos
| Ida; 30 de mayo de 1995 | R. Sporting de Gijón | 0-2 | R. C. Deportivo de La Coruña |  |  |

| Vuelta; 14 de junio de 1995 | R. C. Deportivo de La Coruña | 0-1 (Global 2-1) | R. Sporting de Gijón |  |  |

| Ida; 31 de mayo de 1995 | Valencia C. F. | 1-1 | Albacete Balompié |  |  |

| Vuelta; 13 de junio de 1995 | Albacete Balompié | 1-2 (Global 2-3) | Valencia C. F. |  |  |

## Final

### Partidos
| 1     | Guardameta     | Francisco Liaño    |     |
| 2     | Defensa        | Luis López Rekarte |     |
| 3     | Defensa        | Voro               |     |
| 4     | Defensa        | Miroslav Đukić     |     |
| 5     | Defensa        | José Luis Ribera   |     |
| 6     | Centrocampista | Nando Martínez     |     |
| 7     | Centrocampista | Adolfo Aldana      |     |
| 8     | Centrocampista | Donato Gama        |     |
| 9     | Centrocampista | Fran González      |     |
| 10    | Delantero      | Javier Manjarín    | 50' |
| 11    | Delantero      | Bebeto             | 84' |
| D. T. | D. T.          | Arsenio Iglesias   |     |

| 1     | Guardameta     | Andoni Zubizarreta      |     |
| 2     | Defensa        | Gaizka Mendieta         |     |
| 5     | Defensa        | Fernando Giner          |     |
| 4     | Defensa        | Francisco José Camarasa |     |
| 3     | Defensa        | Juan Carlos             | 81' |
| 11    | Centrocampista | Antonio Poyatos         |     |
| 6     | Centrocampista | Mazinho                 |     |
| 10    | Centrocampista | Fernando Gómez          | 81' |
| 7     | Centrocampista | Roberto Fernández       |     |
| 8     | Delantero      | Predrag Mijatović       |     |
| 9     | Delantero      | Lyuboslav Penev         |     |
| D. T. | D. T.          | José Manuel Rielo       |     |

| 14 | Defensa   | Alfredo Santaelena | 50' |
| 15 | Delantero | Claudio Barragán   | 84' |

| 15 | Centrocampista | José Gálvez | 81' |

| 35' · 81' | Javier Manjarín Alfredo Santaelena | 1:0 2:1 |

| 70' | Predrag Mijatović | 1:1 |

| Principal | José María García-Aranda |

| 1     | Guardameta     | Francisco Liaño    |     |
| 2     | Defensa        | Luis López Rekarte |     |
| 3     | Defensa        | Voro               |     |
| 4     | Defensa        | Miroslav Đukić     |     |
| 5     | Defensa        | José Luis Ribera   |     |
| 6     | Centrocampista | Nando Martínez     |     |
| 7     | Centrocampista | Adolfo Aldana      |     |
| 8     | Centrocampista | Donato Gama        |     |
| 9     | Centrocampista | Fran González      |     |
| 10    | Delantero      | Javier Manjarín    | 50' |
| 11    | Delantero      | Bebeto             | 84' |
| D. T. | D. T.          | Arsenio Iglesias   |     |

| 1     | Guardameta     | Andoni Zubizarreta      |     |
| 2     | Defensa        | Gaizka Mendieta         |     |
| 5     | Defensa        | Fernando Giner          |     |
| 4     | Defensa        | Francisco José Camarasa |     |
| 3     | Defensa        | Juan Carlos             | 81' |
| 11    | Centrocampista | Antonio Poyatos         |     |
| 6     | Centrocampista | Mazinho                 |     |
| 10    | Centrocampista | Fernando Gómez          | 81' |
| 7     | Centrocampista | Roberto Fernández       |     |
| 8     | Delantero      | Predrag Mijatović       |     |
| 9     | Delantero      | Lyuboslav Penev         |     |
| D. T. | D. T.          | José Manuel Rielo       |     |

| 14 | Defensa   | Alfredo Santaelena | 50' |
| 15 | Delantero | Claudio Barragán   | 84' |

| 15 | Centrocampista | José Gálvez | 81' |

| 35' · 81' | Javier Manjarín Alfredo Santaelena | 1:0 2:1 |

| 70' | Predrag Mijatović | 1:1 |

| Principal | José María García-Aranda |

| 1     | Guardameta     | Francisco Liaño    |     |
| 2     | Defensa        | Luis López Rekarte |     |
| 3     | Defensa        | Voro               |     |
| 4     | Defensa        | Miroslav Đukić     |     |
| 5     | Defensa        | José Luis Ribera   |     |
| 6     | Centrocampista | Nando Martínez     |     |
| 7     | Centrocampista | Adolfo Aldana      |     |
| 8     | Centrocampista | Donato Gama        |     |
| 9     | Centrocampista | Fran González      |     |
| 10    | Delantero      | Javier Manjarín    | 50' |
| 11    | Delantero      | Bebeto             | 84' |
| D. T. | D. T.          | Arsenio Iglesias   |     |

| 1     | Guardameta     | Andoni Zubizarreta      |     |
| 2     | Defensa        | Gaizka Mendieta         |     |
| 5     | Defensa        | Fernando Giner          |     |
| 4     | Defensa        | Francisco José Camarasa |     |
| 3     | Defensa        | Juan Carlos             | 81' |
| 11    | Centrocampista | Antonio Poyatos         |     |
| 6     | Centrocampista | Mazinho                 |     |
| 10    | Centrocampista | Fernando Gómez          | 81' |
| 7     | Centrocampista | Roberto Fernández       |     |
| 8     | Delantero      | Predrag Mijatović       |     |
| 9     | Delantero      | Lyuboslav Penev         |     |
| D. T. | D. T.          | José Manuel Rielo       |     |

| 14 | Defensa   | Alfredo Santaelena | 50' |
| 15 | Delantero | Claudio Barragán   | 84' |

| 15 | Centrocampista | José Gálvez | 81' |

| 35' · 81' | Javier Manjarín Alfredo Santaelena | 1:0 2:1 |

| 70' | Predrag Mijatović | 1:1 |

| Principal | José María García-Aranda |

| 1     | Guardameta     | Francisco Liaño    |     |
| 2     | Defensa        | Luis López Rekarte |     |
| 3     | Defensa        | Voro               |     |
| 4     | Defensa        | Miroslav Đukić     |     |
| 5     | Defensa        | José Luis Ribera   |     |
| 6     | Centrocampista | Nando Martínez     |     |
| 7     | Centrocampista | Adolfo Aldana      |     |
| 8     | Centrocampista | Donato Gama        |     |
| 9     | Centrocampista | Fran González      |     |
| 10    | Delantero      | Javier Manjarín    | 50' |
| 11    | Delantero      | Bebeto             | 84' |
| D. T. | D. T.          | Arsenio Iglesias   |     |

| 1     | Guardameta     | Andoni Zubizarreta      |     |
| 2     | Defensa        | Gaizka Mendieta         |     |
| 5     | Defensa        | Fernando Giner          |     |
| 4     | Defensa        | Francisco José Camarasa |     |
| 3     | Defensa        | Juan Carlos             | 81' |
| 11    | Centrocampista | Antonio Poyatos         |     |
| 6     | Centrocampista | Mazinho                 |     |
| 10    | Centrocampista | Fernando Gómez          | 81' |
| 7     | Centrocampista | Roberto Fernández       |     |
| 8     | Delantero      | Predrag Mijatović       |     |
| 9     | Delantero      | Lyuboslav Penev         |     |
| D. T. | D. T.          | José Manuel Rielo       |     |

| 14 | Defensa   | Alfredo Santaelena | 50' |
| 15 | Delantero | Claudio Barragán   | 84' |

| 15 | Centrocampista | José Gálvez | 81' |

| 35' · 81' | Javier Manjarín Alfredo Santaelena | 1:0 2:1 |

| 70' | Predrag Mijatović | 1:1 |

| Principal | José María García-Aranda |

|                              |
| Bandera de Galicia           |
| Campeón                      |
| R. C. Deportivo de La Coruña |
| 1.er título                  |